# Fabian Kalaitzis
Fabian Kalaitzis (grec moderne : Φαμπιάν Καλαιτζής), né le 23 mars 1975 à Bruxelles, est un joueur professionnel de squash représentant la Grèce. Il atteint en juin 2002 la 79e place mondiale sur le circuit international, son meilleur classement. Il est champion de Grèce à douze reprises entre 2000 et 2012.

## Biographie
Fabian Kalaitzis a grandi dans sa Belgique natale et a joué pour différentes équipes juniors belges. Après son passage chez les juniors, il joue désormais pour la Grèce, mais participe également aux championnats de Belgique en 2009, où il atteint les quarts de finale.
Il travaille désormais comme entraîneur de squash, y compris comme entraîneur adjoint pour l'équipe collégiale de l'Amherst College à Amherst (Massachusetts).

## Palmarès

### Titres
- Championnats de Grèce : 12 titres (2000-2002, 2004-2012)